# Montet (Glâne)
Montet (Glâne) – gmina (fr. commune; niem. Gemeinde) w Szwajcarii, w kantonie Fryburg, w okręgu Glâne.

## Demografia
W Montet (Glâne) mieszkają 444 osoby. W 2020 roku 16,7% populacji gminy stanowiły osoby urodzone poza Szwajcarią.

## Transport
Przez teren gminy przebiega droga główna nr 151.